# Roberto Juan Martínez
Roberto Juan Martínez Martínez (Mendoza, Argentina; 25 de septiembre de 1946) es un exfutbolista argentino. Jugaba como delantero y su primer equipo fue Nueva Chicago. Su último club antes de retirarse fue el R.C.D. Espanyol.

## Trayectoria
Comenzó su carrera en la Argentina en el año 1966 jugando para Nueva Chicago. Jugó para ese club hasta 1967. En ese año se fue a Huracán Las Heras de su provincia natal, en donde jugó hasta el año 1969. En 1970 pasó a Unión de Santa Fe, hasta que en 1971 se fue a Banfield.
Ese año se trasladó a España para formar parte del plantel del Espanyol, en donde permaneció hasta 1974. Ese año se marchó al Real Madrid, en donde permaneció por 6 años seguidos. En 1980 regresó al Espanyol, donde jugó hasta su retiro definitivo en 1982.

## Clubes
| Club              | País      | Año       |
| ----------------- | --------- | --------- |
| Nueva Chicago     | Argentina | 1966-1967 |
| Huracán Las Heras | Argentina | 1967-1969 |
| Unión de Santa Fe | Argentina | 1970      |
| Banfield          | Argentina | 1971      |
| R.C.D. Espanyol   | España    | 1971-1974 |
| Real Madrid       | España    | 1974-1980 |
| R.C.D. Espanyol   | España    | 1980-1982 |

## Selección nacional
Ha sido internacional con la Selección de España en 5 partidos, anotando dos goles.

## Palmarés

### Campeonatos nacionales oficiales
| Título           | Club        | País   | Año  |
| ---------------- | ----------- | ------ | ---- |
| Primera División | Real Madrid | España | 1975 |
| Copa del Rey     | Real Madrid | España | 1975 |
| Primera División | Real Madrid | España | 1976 |
| Primera División | Real Madrid | España | 1978 |
| Primera División | Real Madrid | España | 1979 |
| Primera División | Real Madrid | España | 1980 |
| Copa del Rey     | Real Madrid | España | 1980 |

### Copas nacionales amistosas
| Título                            | Club            | País   | Año  |
| --------------------------------- | --------------- | ------ | ---- |
| Trofeo Ramón de Carranza          | R.C.D. Espanyol | España | 1973 |
| Trofeo Ciudad de Almansa          | Real Madrid     | España | 1976 |
| Trofeo Año Santo Compostelano     | Real Madrid     | España | 1976 |
| Trofeo Concepción Arenal          | Real Madrid     | España | 1977 |
| Trofeo 75.º Aniversario R. Madrid | Real Madrid     | España | 1977 |
| Trofeo 75.º Aniversario Sp. Gijón | Real Madrid     | España | 1980 |
| Trofeo Ciudad de Zaragoza         | R.C.D. Espanyol | España | 1980 |
| Trofeo Ciudad de Barcelona        | R.C.D. Espanyol | España | 1981 |

### Copas internacionales amistosas
| Título                       | Club        | País   | Año  |
| ---------------------------- | ----------- | ------ | ---- |
| Trofeo Milenario de Bruselas | Real Madrid | España | 1979 |
| Trofeo Ciudad de Caracas     | Real Madrid | España | 1980 |